# (52421) Daihoji
(52421) Daihoji (1994 LA) – planetoida z grupy pasa głównego asteroid okrążająca Słońce w ciągu 5,54 lat w średniej odległości 3,13 j.a. Odkryta 1 czerwca 1994 roku.